# Agata Biernat
Agata Biernat (Zduńska Wola, 2 de diciembre de 1989) es una modelo polaca que ganó el concurso de Miss Polonia 2017, representando a su país en el certamen posterior de Miss Mundo 2018, celebrado en China.

## Biografía
Se dedica a la danza y al deporte desde la infancia, desde que era niña entrenaba la danza y el atletismo. Es instructora de baile en muchos estilos de danza, incluido el pole dance, así como instructora de fitness y entrenadora personal. Comenzó a competir en Miss Polonia en 2009. Quedó como primera finalista mientras Maria Nowakowska ganaba el título y competía en el Miss Universo 2010 de Las Vegas (Nevada). En 2017 finalmente ganó el título nacional.
La Organización Miss Polonia recibió recientemente los derechos para enviar a la concursante polaca a Miss Mundo (su último año fue 2006). Agata fue elegida para representar a Polonia y fue coronada oficialmente como Miss Mundo Polonia 2018 en una pequeña ceremonia. Dado que los concursos de Miss Mundo y Miss Universo entran en conflicto en cuanto a fechas, la nueva Miss Polonia 2018 competirá en Miss Mundo.